# Хідаєт Шефкатлі Туксал
Хідаєт Шефкатлі Туксал (нар. 1963) — турецька правозахисниця, ісламська феміністка і колумністка. Викладає теологію в університеті Мардін Артуклу.

## Життєпис
Народилася 1963 року в Анкарі в сім'ї мусульман-вихідців з Балкан. 1980 року Хідаєт Туксал вступила на факультет богослов'я Анкарского університету. Під час навчання почала носити хіджаб. Туксал здобула в університеті ступінь доктора філософії в галузі ісламського богослов'я.
1994 року Хідаєт Туксал взяла участь у створенні правозахисної організації «Платформа столичних жінок». Організація критикувала релігійні обґрунтування сексизму і привертала увагу до дискримінації і несправедливості, яких зазнавали віруючі жінки в секулярному суспільстві.
Після закінчення Анкарського університету Туксал вступила в Близькосхідний технічний університет для вивчення філософії, але незабаром мусила залишити його через нападки, яких вона зазнала за носіння хіджабу. Після цього Хідаєт Туксал разом з матір'ю і сестрами відкрили магазин одягу. Також вона викладала в ліцеї імам-хатибів. Після перевороту 28 лютого носіння хіджабів у освітніх закладах заборонили. Критикуючи це рішення, Туксал вказувала, що навіть серед найконсервативніших мусульман у Туреччині носіння хіджабу було не надто поширене внаслідок сильного впливу ідей кемалізму.
Туксал називає себе релігійною феміністкою. Вона критикувала ідеї ісламістів, які ведуть до маргіналізації жінок. 2001 року Туксал написала дослідження гендерної нерівності в хадисах. Вона вважає, що необхідно вирішити проблему двозначного тлумачення прав жінок на основі хадисів.
Також написала книгу з історії ісламістського руху серед жінок Туреччини. На думку Туксал, в Туреччині існує чіткий поділ між секулярними і релігійними феміністками.
Від 2012 року веде колонку в газеті Taraf.

### Особисте життя
Одружена, троє дітей.